# デイヴィッド・ワグナー
デイヴィッド・ワグナー（David Wagner  ,  1971年10月17日 - ）は、ドイツ・ヘッセン州トレーブール出身の元サッカー選手。元アメリカ代表。現サッカー指導者。

## 来歴

### 選手時代
現役時代はブンデスリーガの各チームを渡り歩き、シャルケ04や1.FSVマインツ05などでプレーし、2部リーグでもプレー。2006年に現役を引退した。

### 指導者歴
2011年7月、マインツ時代を共にしていたユルゲン・クロップの誘いを受け、ボルシア・ドルトムント IIの監督に就任。2015-16シーズン途中まで監督を務める。
2015年11月5日、イングランド・フットボールリーグ・チャンピオンシップのハダースフィールド・タウンFCの監督に就任。2015-16シーズンは10位で終わったが、翌2016-17シーズンは6位に入り、更に昇格プレーオフを勝ち上がり、プレミアリーグに昇格させた。
2017-18シーズンは、2015年10月からリヴァプールFCの監督を務めるユルゲン・クロップとの "師弟対決" が実現。2018年5月8日のチェルシーFC戦を1-1で終えてトップリーグ残留を決め、試合後には、選手・スタッフから胴上げされた。
2019年5月、シャルケ04の監督に就任。2019-20シーズンの前半戦はわずか3敗と好調だったが、後半戦に入って急激に失速。第19節から新型コロナウイルスの世界的流行による約3ヶ月の中断を挟んで最終節まで16試合未勝利（6分10敗）とクラブワースト記録を更新する。2020-21シーズンは開幕戦でバイエルン・ミュンヘンに0-8で大敗を喫し、続くヴェルダー・ブレーメン戦に1-3で敗れた後解任された。
2021年6月10日、BSCヤングボーイズの監督に就任した。
2023年1月7日、ノリッジ・シティFCの監督に就任。

## 代表歴
父がアメリカ人だった関係で、1996年から3年間アメリカ代表でプレー。しかし、1998 FIFAワールドカップのメンバーには未招集に終わった。

## 監督成績
2020年9月27日現在
| クラブ                     | 就任          | 退任          | 記録 | 記録 | 記録 | 記録 | 記録   |
| クラブ                     | 就任          | 退任          | 試   | 勝   | 分   | 敗   | 勝率   |
| -------------------------- | ------------- | ------------- | ---- | ---- | ---- | ---- | ------ |
| ボルシア・ドルトムントII   | 2011年7月1日  | 2015年11月1日 | 164  | 57   | 47   | 60   | 034.76 |
| ハダースフィールド・タウン | 2015年11月9日 | 2019年1月14日 | 154  | 51   | 33   | 70   | 033.12 |
| シャルケ04                 | 2019年7月1日  | 2020年9月27日 | 40   | 12   | 12   | 16   | 030.00 |
| 合計                       | 合計          | 合計          | 358  | 120  | 92   | 146  | 033.52 |

## タイトル

### 選手時代
シャルケ04
- UEFAカップ：1回（1996-97）

### 指導者時代
個人
- EFLチャンピオンシップ年間最優秀監督：1回（2016-17）
- プレミアリーグ月間最優秀監督：1回（2017年8月）
- EFLチャンピオンシップ月間最優秀監督：2回（2016年8月、2017年2月）